# Saprochaete psychrophila
Saprochaete psychrophila är en svampart som beskrevs av de Hoog & M.T. Sm. 2004. Saprochaete psychrophila ingår i släktet Saprochaete och familjen Dipodascaceae.   Inga underarter finns listade i Catalogue of Life.